# Tectaria prolifera
Tectaria prolifera är en ormbunkeart som först beskrevs av William Jackson Hooker och Grev.  Tectaria prolifera ingår i släktet Tectaria och familjen Tectariaceae. Inga underarter finns listade.